# لاري سباركس
لاري سباركس (بالإنجليزية: Larry Sparks)‏ هو كاتب أغاني ومغني أمريكي، ولد في 15 سبتمبر 1947.

## وصلات خارجية
- الموقع الرسمي
- لاري سباركس على موقع ميوزك برينز (الإنجليزية)
- لاري سباركس على موقع أول ميوزيك (الإنجليزية)
- لاري سباركس على موقع ديسكوغز (الإنجليزية)